# توني يونغ (مدرس)
توني يونغ (بالإنجليزية: Tony Young)‏ هو مدرس أمريكي، ولد في 1966.